# 常呂遺跡
常呂遺跡（ところいせき）は、北海道北見市（旧常呂郡常呂町）にある擦文文化期およびオホーツク文化期にかけての複合遺跡。国の史跡に指定され、常呂川河口遺跡墓坑出土品は国の重要文化財に指定されている。

## 概要
オホーツク海をのぞむ海岸に沿って常呂川の河口からサロマ湖西岸へと続く幅約300メートル、長さ約2.7キロメートルの砂丘上に立地し、2,000棟以上の竪穴建物跡および墳墓と推定される多数の小形竪穴状遺構（土坑）が検出された。
擦文文化の集落遺跡としては北海道最大規模を有し、オホーツク文化期の建物跡も発見されており、特異な存在となっている。両文化の移行の問題を検討するうえでも重要な遺跡である。
東北地方北部から北海道にかけての各遺跡では、しばしば竪穴が埋没しきらず地上に大小の凹みを残存させている場合がみられるが、常呂遺跡の竪穴群はそのなかでも最大級の規模と密度を有する例として知られている。

## 文化財

### 重要文化財（国指定）
- 北海道常呂川河口遺跡墓坑出土品（考古資料） - 2023年（令和5年）6月27日指定[4][5]。
  - 土器・土製品 137点
  - 石器・石製品 1459点
  - 装身具 204点
  - 鉄製品 4点
  - 赤漆塗櫛残欠 1点

### 国の史跡
- 常呂遺跡 - 1987年（昭和62年）8月21日指定、1990年（平成2年）4月27日・2002年（平成14年）9月20日に史跡範囲の追加指定[3]。

## 周辺情報
周辺は「ところ遺跡の森」として整備されており、附近には旧石器時代からアイヌ文化のものまで数多くの遺跡が散在している。原生花園であるワッカ原生花園とそれに附属する施設「サロマ湖ワッカネイチャーセンター」にも近い。